# بیفیدوباکتر
بیفیدوباکترها باکتری‌های گرم مثبت و تولیدکننده اسید لاکتیک هستند که بخش بزرگی از میکروفلور روده انسان و دیگر جانوران را تشکیل می‌دهند. این باکتری‌ها نقش بسیار مهم و مؤثری در محدود نمودن تشکیل کلنی‌های اگزوژن و پاتوژن ایفا می‌نمایند. همچنین حضور این باکتری‌ها در روده اثرات مفیدی بر سلامتی انسان دارد که از جمله آنها می‌توان از اثرات تغذیه‌ای مانند تولید برخی از ویتامین‌های مورد نیاز بدن و افزایش هضم‌پذیری پروتئین‌ها، اثرات دارویی مانند جلوگیری از عفونت روده‌ای، پیشگیری یا کاهش اسهال و تقویت سیستم ایمنی بدن نام برد.
این باکتری‌ها چند روز بعد از تولد در مدفوع ظاهر شده و سپس مقدارشان رو به افزایش می‌گذارد. بیفیدوباکترها غیرمتحرک، غیراسپورزا، گرم مثبت، در اشکال گوناگون و غیرهوازی می‌باشند. یکی از شناخته شده‌ترین و متداول‌ترین گونه‌های بیفیدوباکترها، B.longum است که هم در مدفوع نوزاد و هم در مدفوع افراد بالغ دیده می‌شود. (این گونه نزدیکی و مشابهت زیادی با B.infantis دارد، از اینرو در اکثر مواقع در شناسایی آن‌ها خطاهایی پیش می‌آید.
یکی از روش‌ها برای افزایش سلول‌های بیفیدوباکتریوم در روده مصرف دهانی این باکتری‌ها همراه با غذاهای با عنوان فرآورده‌های پروبیویوتیک می‌باشد.